# Il racconto del parroco
Il racconto del parroco (The Parson's Tale) è la ventiquattresima e ultima novella scritta da Geoffrey Chaucer nei Racconti di Canterbury.
Al contrario degli altri ventitré, il "racconto", il più lungo dell'opera, non è né una novella né una poesia, bensì un trattato sulla penitenza. Il personaggio del parroco viene spesso citato come l'unica rappresentazione positiva di un membro del clero all'interno dei Racconti di Canterbury, anche se alcuni critici ne dipingono un ritratto più ambiguo che comprende anche accenni all'eresia dei Lollardi.

## Trama

### Il prologo
L'oste chiede al parroco di raccontare una storia, ma il presbitero rifiuta e condanna aspramente la pratica di raccontare novelle. Improvviserà dunque un racconto in prosa, dato che non è capace di creare rime o allitterazioni.

### Il racconto
Il parroco comincia quindi a disquisire sul concetto di penitenza e dalle sue parole si può evincere una sottesa critica ai suoi compagni di viaggio per il loro comportamento o racconti licenziosi. La predicazione del presbitero è così persuasiva che, apparentemente, porta lo stesso Chaucer al pentimento, come sostiene nella rinuncia che conclude l'opera e in cui chiede il perdono del lettore.
Il parroco afferma che ci sono tre tipi di penitenza: la contrizione del cuore, la confessione a parole e l'appagamento finale che segue all'assoluzione. Parlando del sacramento della penitenza, il parroco illustra i sette peccati capitali e suggerisce come rimediare a ciascuno di essi, dato che i vizi della superbia, dell'invidia, dell'ira, dell'accidia, dell'avidità, della gola e della lussuria trovano rimedio e cura nella pratica dell'umiltà, della soddisfazione, della pazienza, della fortezza, della misericordia, della moderazione e della castità.

## Fonti
Le riflessioni sulla penitenza di Chaucer sono ispirate dalla Summa de Casibus Poenitentiae di Raimondo di Peñafort e dalla Summa vitiorum di William Perault, insieme con altri testi religiosi dell'epoca.